# Азербайджано-пакистанские отношения
Азербайджано-пакистанские отношения — дипломатические отношения между Азербайджаном и Пакистаном. Обе страны являются постоянными членами Организации исламского сотрудничества.

## История
В начале XX века в Пакистане (на то время Британская Индия) от смертельной болезни погибают более 100 тысяч человек. Азербайджанский миллионер и меценат Гаджи Зейналабдин Тагиев за свой счёт высылает в Пакистан более 300 тысяч ампул прививки от чумы. Именно этот фактор сыграл основную роль в победе над чумой в Пакистане. 20 лет эта история в Пакистане передавалась из уст в уста. В 1947 году, после обретения Пакистаном независимости, этот факт был включён в учебное пособие. С тех пор пакистанский народ признаёт Азербайджан как братское государство.
Пакистан поддерживает позицию Азербайджана в Карабахском конфликте, а Азербайджан поддерживает Пакистан по вопросу принадлежности Кашмира. Пакистан является единственной страной в мире, которая не признаёт Армению.

## Дипломатические отношения
В апреле 1993 года прошло заседание Совета безопасности Организации Объединённых Наций под руководством Пакистана. На заседании единогласно была принята резолюция № 822,  касающаяся карабахского конфликта.
Пакистан и Азербайджан поддерживают хорошие отношения, характеризующиеся общими взглядами по основным глобальным и региональным вопросам. Оба государства характеризуют свои дипломатические отношения, как «дружественные и братские».
Пакистан был одной из первых стран, признавших Азербайджан в 1991 году, 12  декабря. Отношения между двумя государствами были установлены 9 июня 1992 года.
Посольство Пакистана в Азербайджане открыто 12 марта 1993 года. Посольство Азербайджана в Пакистане открыто 24 августа 1997 года.
В парламенте Азербайджана действует двусторонняя рабочая группа по отношениям с Пакистаном. Руководитель группы — Камаледдин Гафаров.
В парламенте Пакистана действует двусторонняя рабочая группа по отношениям с Азербайджаном. Руководитель группы — Мухаммад Талха Махмуд.
24 февраля 2025 года премьер-министр Пакистана Мухаммад Шахбаз Шариф посетил Азербайджан с официальным визитом. Были подписаны меморандумы о взаимопонимании между ГНКАР и «Pakistan State Oil Company Limited», «Pakistan Refinery Limited», «Pakistan LNG Limited», соглашение о купле-продаже нефтепродуктов между «SOCAR Trading SA» и «Pakistan State Oil Company Limited». С участием президентов был проведён пакистано-азербайджанский бизнес-форум.
Между странами подписано 36 договоров. 
На фоне разгоревшегося вновь конфликта между Индией и Пакистаном 24 апреля 2025 года, на этот раз после террористической атаки в Пахалгаме, Азербайджан однозначно выразил дипломатическую поддержку пакистанской стороне, осудив индийский обстрел Пакистана, который та произвела в ответ на теракт, обвинив в его организации Исламабад. Посол Пакистана в Азербайджане выразил за это благодарность, отметив, что Азербайджан и Пакистан являются братскими странами, и что Пакистан высоко ценит непоколебимую поддержку Азербайджана.
В ответ на открытую поддержку Пакистана Азербайджаном, активные индийские пользователи интернета, в частности соцсети X, призвали бойкотировать Азербайджан, и воздерживаться от поездок в него. В этой же соцсети они запустили кампанию «Boycott Azerbaijan».

## Встречи сторон
Официальный визит президента Пакистана – Сардар Фарук Ахмед хана Легари в Азербайджан состоялся осенью 1995 года. В апреле 1996 года был нанесён ответный визит президента Азербайджана – Гейдар Алиева в Пакистан. Состоялись встречи Гейдара Алиева с премьер-министром Пакистанской Республики – Беназир Бхутто. Сторонами были подписаны 9 дипломатически важных документов.
Встреча Гейдара Алиева с Президентом Пакистана – Парвизом Мушаррафом прошла летом 2000 года на саммите Организации экономического сотрудничества (ОЭС) в столице Иранской Исламской Республики – городе Тегеран. Было заявлено о двусторонней поддержке.
Соглашение об оборонном и военном сотрудничестве между сторонами было заключено в 2002 году. В этом же году состоялась ещё одна встреча президента Гейдара Алиева с Парвизом Мушаррафом в городе Стамбул на саммите Организации экономического сотрудничества.
В сентябре 2003 года премьер-министр Азербайджана – Ильхам Алиев встретился с президентом Пакистанской Республики – Парвизом Мушаррафом. Были обсуждены международные вопросы, находящиеся в сфере интересов обоих государств.
Летом 2004 года состоялся официальный визит Парвиз Мушаррафа в Азербайджан. На протяжении трёх дней обсуждались перспективы упрочнения дипломатических отношений; были подписаны соглашения о борьбе с нелегальным импортом наркотиков, а также психотропных веществ; о борьбе с терроризмом; о развитии туризма; было рассмотрено таможенное дело. Главы государств подписали Совместную декларацию. В июле этого же года, Президент ИРП посетил Фонд Гейдара Алиева.
Весной 2005 года президент Ильхам Алиев побывал в Пакистане. За время двухдневного визита стороны обсудили потенциал установления партнерства. Было подписано 6 соглашений в области информации и коммуникаций, транспорта, авиационного дела, культурных связей, финансового дела и образования.
В мае 2006 года в Баку прошёл 9-й по счёту Саммит ОЭС, на котором принял участие премьер-министр Пакистана – Шовкет Азиз.
Летом 2008 года в Баку побывала делегация во главе с председателем парламента ИРП – Мухаммадмианом Сумро и делегация Постоянного комитета по внешним связям Сената ИРП под председательством Мушахида Хусейна Саиди.
1 марта 2017 года в столице Пакистана – городе Исламабад прошёл XIII Саммит Организации Экономического Сотрудничества. На Саммите участвовал также президент Азербайджанской Республики – Ильхам Алиев. На встрече, премьер-министр Исламской Республики Пакистан – Мохаммад Наваз Шариф и президент Азербайджана – Ильхам Алиев пришли к обоюдному согласию заключить соглашение относительно ввоза Азербайджаном продукции военно-индустриального комплекса Пакистана. Обсуждались также вопросы, касающиеся оборонной промышленности и экономики.
27 июля 2021 года Турция, Азербайджан и Пакистан подписали Бакинскую декларацию, направленную на укрепление связей, развитию сотрудничества.

## В области экономики
Действуют совместные группы по торговле и сельскому хозяйству. Действует Соглашение о сотрудничестве в области торговли и экономики (1995).
В 2005 году в Баку был открыт филиал Национального банка Пакистана.
С конца 2017 года ведутся переговоры ИРП с Азербайджаном о необходимости подключения к проекту транспортного коридора «Север-Юг». Данный коридор может стать связующим звеном в железнодорожном транспорте Азербайджана, Ирана и Российской Федерации.
За последнее десятилетие (2010-е) пакистанская сторона инвестировала в экономику Азербайджана около 4,2 млн. долл. США.
Согласно двустороннему соглашению между министерствами энергетики Пакистана и Азербайджана (от февраля 2017 года), Азербайджан будет экспортировать часть нефти и газовых продуктов, включая печное топливо, бензин, дизельное топливо и природный газ в Пакистан.
В течение 2017 года общая сумма товарооборота между двумя странами оценивалась в 7,34 миллиона долларов (что на 26,55 процента больше по сравнению с аналогичным периодом 2016 года). По данным Государственного таможенного комитета Азербайджана, 5,7 млн. долларов из общего количества пришлось на импорт азербайджанской продукции из Пакистана.
Средний двусторонний товарооборот между Азербайджаном и Пакистаном во второй половине 2018 года составил 7,3 миллиона долларов США.
Товарооборот за январь-июнь 2018 года составил 5,82 млн. Около 250 компаний осуществляют сделки между странами на сумму 4,2 миллиона долларов. В 2018 году общий товарооборот между указанными странами был рассчитан на 36 процентов больше, чем в 2017 году.
Товарооборот между Азербайджаном и Пакистаном в период с января по сентябрь 2018 года составил 8,34 миллиона долларов. По сравнению с аналогичным периодом 2017 года общий рост составил 22,46 процента.
24 июля 2023 года подписано соглашение между Пакистаном и ГНКАР о поставках сжиженного природного газа, закупаемого ГНКАР на внешних рынках.

### Товарооборот (тыс. долл)
| Год  | Экспорт Азербайджана | Импорт Азербайджана | Сумма товарооборота |
| ---- | -------------------- | ------------------- | ------------------- |
| 2020 | 1 657,57             | 11 625,54           | 13 283,11           |
| 2021 | 738,67               | 10 991,84           | 11 730,51           |
| 2022 | 7 666,66             | 20 500,49           | 28 167,15           |
| 2023 | 6 884,39             | 20 116,81           | 27 001,2            |
| 2024 | 196,75               | 21 851,45           | 22 048,2            |

Структура экспорта Пакистана: хлопчатобумажные ткани, одежда и аксессуары для одежды, синтетические красители, цветные красители, поливинилхлорид (ПВХ), резиновые шины, продукты питания (2023).

## Военное сотрудничество
Пакистан является одним из обладателей ядерного оружия и государством с высокими показателями развития военной промышленности. Относительно вопросов о военном сотрудничестве между Пакистаном и Азербайджаном, отмечается возможность производить вооружение в общих целях, а также заложение основ военных предприятий. С другой стороны, Пакистан стремится упрочить отношения с Азербайджаном в сфере энергетики ввиду недостатка энергетических ресурсов.
Зимой 2014 год]а, во время прохождения V заседания рабочей группы по сотрудничеству в военной сфере между Азербайджаном и Пакистаном в городе Исламабад, страны подписали  Соглашение об обоюдном военном сотрудничестве.
На протяжении последней декады военные эксперты Пакистана обучили приблизительно сотню азербайджанских военных подразделений.
Азербайджан ведёт переговоры с Пакистаном по покупке истребителей JF-17 Thunder. В 2019-2020 годах намечается серийное производство истребителей JF-17 Block 3. Азербайджан также заинтересован в приобретении истребителей Super Mushak.
Изначально, в феврале 2024 года, был подписан контракт на сумму $1,6 млрд, включающий поставку истребителей, обучение пилотов и боеприпасы. Однако, в июне 2025 года стороны расширили контракт, увеличив количество закупаемых истребителей до 40 единиц на общую сумму $4,6 млрд. Эти самолеты представляют собой совместную разработку Пакистана и Китая, сочетая в себе современные технологии и высокую боевую эффективность. С момента подписания первоначального контракта, истребители JF-17C Block III уже поступили на вооружение ВВС Азербайджана. Данный договор стал крупнейшим экспортным контрактом в истории оборонной промышленности Пакистана. 

## В гуманитарной области
В период с 2012 по 2018 год Фонд Гейдара Алиева на основе гуманитарного сотрудничества оказал помощь нескольким местным пакистанским учреждениям социального обеспечения и благотворительным организациям, таким как Фонд Хамзы, Фонд Хайбера Гла.
Фонд также выделил средства на строительство системы водоснабжения в районе Дера Исмаил Хан и организовал бесплатное лечение в различных больницах в городе Пешавар. Кроме того, Фонд Гейдара Алиева выплачивает стипендии более чем 30 студентам 12 пакистанских университетов и Школы девочек Рара. Во время инаугурации «Фонтана мучеников 20 января» в Гуджархане, провинция Пенджаб, 500 пакетов донорской крови были переданы в дар Центру Таласемии пакистанской организации Sweet Home (Bait-ul-Mal).
8 апреля 2015 года Агентством международного развития Азербайджана была оказана гуманитарная помощь пострадавшим от наводнения в октябре 2014 года в сельских районах различных городов Пакистана.

## В области культуры
В Бакинском Государственном Университете есть специальное отделение пакистанского языка – урду.
Весной 1996 года принята совместная декларация о побратимстве города Гянджа с пакистанским городом Мултан. В 2004 году в Исламабаде на двух языках - английском и урду, опубликована книга «По произведениям видного азербайджанского мыслителя Джалила Мамедгулузаде».
В 2007 году в городе Музаффарабад произошло землетрясение. Азербайджан оказал пострадавшей стране помощь материального характера суммой в 1,5 млн долл. По инициативе председателя Фонда Гейдара Алиева, в сельской местности Рара, в городе Музаффарабад началось строительство средней школы по современному образцу, торжественное открытие которой состоялось в феврале 2008 года.
Фондом были выделены средства также на постройку нового блока медицинской клиники Глазного фонда Хайбер в городе Пешавар.

## В области туризма
Осуществляются авиарейсы Баку — Исламабад, Баку — Карачи, Баку — Лахор.